# Ville-devant-Chaumont
Ville-devant-Chaumont är en kommun i departementet Meuse i regionen Grand Est (tidigare regionen Lorraine) i nordöstra Frankrike. Kommunen ligger i kantonen Damvillers som tillhör arrondissementet Verdun. År 2022 hade Ville-devant-Chaumont 49 invånare.

## Befolkningsutveckling
Antalet invånare i kommunen Ville-devant-Chaumont
| Referens: INSEE |